# Borgahällan

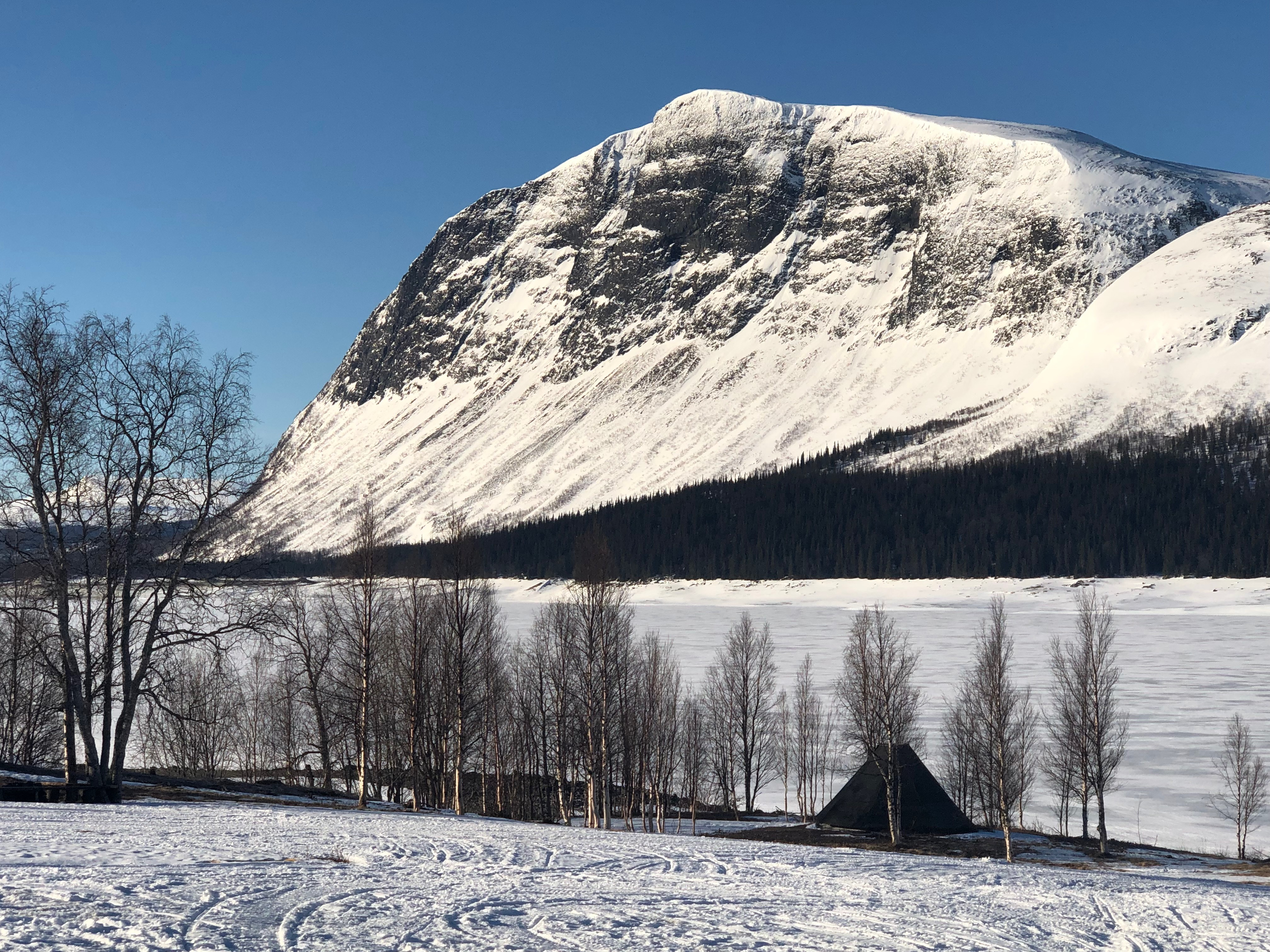
Borgahällan.

Borgahällan är ett fjäll i Strömsunds kommun i Jämtlands län. Fjället är känt för sin branta sida i öster och har sin topp på en höjd av 1 148 meter över havet. En rösad led från Borgasjön leder till toppen.